# Ca' d'Andrea
Ca' d'Andrea è una frazione geografica di 397 abitanti del comune italiano di Torre de' Picenardi della provincia di Cremona, in Lombardia.

## Storia
Il 1º gennaio 1868 vennero aggregati al comune di Cà d'Andrea i comuni di Brolpasino, Breda Guazzona, Casanova d'Offredi, Fossa Guazzona, Pieve San Maurizio e Ronca de' Golferami.
Il 10 giugno 2018 gli abitanti con un referendum hanno votato per la fusione per incorporazione con il comune di Torre de' Picenardi, che è divenuta effettiva il 1º gennaio 2019.

### Simboli

Vecchio stemma comunale

Lo stemma e il gonfalone erano stati concessi con DPR del 10 aprile 1954.

Gonfalone

Il gonfalone era un drappo di azzurro.

## Società

### Evoluzione demografica
Abitanti censiti